# 帝王編年記
『帝王編年記』（ていおうへんねんき）または『歴代編年集成』（れきだいへんねんしゅうせい）は南北朝時代に成立した神代から後伏見天皇代までの年代記。『新訂増補国史大系』第12巻所収。

## 概要
本作は現在27巻からなり、日本以外にもインド、中国、すなわち三国の歴史や仏教の歴史を扱う年代記である。内容的には巻3以降は天皇ごとに即位前記→即位記事と仏滅起源・中国暦との対応→年代記→皇太子・皇子女・斎王・後宮・要職者の名簿で構成される。これらは「群書類従本「皇代記」系統に属する年代記を基盤に、『皇帝紀抄』を最も主要な材料として」（平田俊春）いると考えらている。なお、本作では神武天皇元年（参考：紀元前660年）を周僖王3年（紀元前679年）としている。また興味深いことに、孝元天皇部から舒明天皇部で、皇太子を「太子」と書いており、皇太子号の変化の認識を示しているのかもしれない。
本作の序によれば、「釈門の逸才」たる自分が既存の「帝王編年の書」は「未だその機要を撮っていない」として書いた年代記であり「録して27巻」「号して帝王編年記」としたという。なお、「録して30巻」「号して歴代編年集成」となっているバージョンもある。さらに「尊経閣文庫本」全6冊には「七帖之内」や「第七巻欠」の記載があり、本来は30巻が正しいかもしれない。
同じく「尊経閣文庫本」の識語から釈永祐撰とわかるが、永祐については杳として知れない。また写本は近世のものしか知られず、本作の存在を同時代記録から知ることもできない。一応、成立年代は光厳天皇を光厳院、光明天皇を法皇と呼んでいるため、光厳崩御後から光明崩御前（1364年 - 1380年）とされる。さらに巻第1冒頭に「震旦自三皇到大元」とあるため元の大都放棄（1368年）以前とも言われる。

## 評価
六国史等を材料とした簡略なる編年史であって序文に讃美して居る如きものではないが、後世散亡した史料に拠ったと思わるる記事があって往往正史の欠を補う所あることも亦扶桑略記と似ている。—清原貞雄、『日本史学史 増訂版』, 中文館, 1944, p. 60

## 内容
| 巻第1 | 天神七代・地神五代・三皇五帝（伏羲・神農・黄帝・少昊・顓頊・嚳・堯・舜）                 |                          |
| 巻第2 | 三王（夏殷周）                                                                           |                          |
| 巻3   | 神武天皇・綏靖天皇・安寧天皇・懿徳天皇・孝昭天皇・孝安天皇・孝霊天皇・孝元天皇・開化天皇 | 紀元前679年 - 紀元前80年 |
| 巻4   | 崇神天皇・垂仁天皇・景行天皇・成務天皇・仲哀天皇・神功皇后                               | 紀元前79年 - 269年       |
| 巻5   | 応神天皇・仁徳天皇・履中天皇・反正天皇                                                   | 270年 - 410年            |
| 巻6   | 允恭天皇・安康天皇・雄略天皇・清寧天皇・顕宗天皇・仁賢天皇・武烈天皇                     | 411年 - 506年            |
| 巻7   | 継体天皇・安閑天皇・宣化天皇・欽明天皇・敏達天皇                                         | 507年 - 585年            |
| 巻8   | 用明天皇・崇峻天皇・推古天皇・舒明天皇・皇極天皇                                         | 585年 - 645年            |
| 巻9   | 孝徳天皇・斉明天皇・天智天皇                                                             | 645年 - 671年            |
| 巻10  | 天武天皇・持統天皇・文武天皇・元明天皇・元正天皇                                         | 672年 - 724年            |
| 巻11  | 聖武天皇・孝謙天皇・淡路廃帝・称徳天皇・光仁天皇                                         | 724年 - 781年            |
| 巻12  | 桓武天皇・平城天皇・嵯峨天皇                                                             | 781年 - 823年            |
| 巻13  | 淳和天皇・仁明天皇・文徳天皇                                                             | 823年 - 858年            |
| 巻14  | 清和天皇・陽成天皇・光孝天皇・宇多天皇                                                   | 858年 - 897年            |
| 巻15  | 醍醐天皇・朱雀天皇                                                                       | 897年 - 946年            |
| 巻16  | 村上天皇・冷泉天皇                                                                       | 946年 - 969年            |
| 巻17  | 円融天皇・花山天皇・一条天皇・三条天皇                                                   | 969年 - 1016年           |
| 巻18  | 後一条天皇・後朱雀天皇・後冷泉天皇・後三条天皇                                           | 1016年 - 1072年          |
| 巻19  | 白河天皇・堀河天皇・鳥羽天皇                                                             | 1072年 - 1123年          |
| 巻20  | 崇徳天皇・近衛天皇                                                                       | 1123年 - 1155年          |
| 巻21  | 後白河天皇・二条天皇・六条天皇                                                           | 1155年 - 1168年          |
| 巻22  | 高倉天皇・安徳天皇                                                                       | 1168年 - 1185年          |
| 巻23  | 後鳥羽天皇・土御門天皇・順徳天皇                                                         | 1185年 - 1221年          |
| 巻24  | 後廃帝・後堀河天皇・四条天皇                                                             | 1211年 - 1242年          |
| 巻25  | 後嵯峨天皇・後深草天皇                                                                   | 1242年 - 1259年          |
| 巻26  | 亀山天皇・後宇多天皇                                                                     | 1259年 - 1287年          |
| 巻27  | 伏見天皇・後伏見天皇                                                                     | 1287年 - 1301年          |

「新訂増補国史大系」を基に作成。